# Siddharth Suryanarayan
Pour les articles homonymes, voir Siddharth (homonymie).
Siddharth Suryanarayan (tamoul : சித்தார்த் சூரியநாராயண் ; télougou : సిద్ధార్థ సూర్యనారాయన్), né le 17 avril 1979 à Chennai, connu sous son seul prénom de Siddharth, est un acteur de cinéma, scénariste, producteur et chanteur et doubleur indien. Il est connu pour ses rôles dans les films en Tamoul, Télougou, Hindi, Malayalam et Anglais.
Après des études de management, il est assistant réalisateur avant de faire ses débuts d'acteur en 2003 dans le film tamoul de Boys. Le succès du film a été l'occasion de figurer dans Aayutha Ezhuthu (2004) avant de se diversifier pour recevoir des acclamations critiques et commerciales dans le cinéma Télougou et Hindi à travers Nuvvostanante Nenoddantana (2005), Rang De Basanti (2006) et Bommarillu (2006). Au cours des années suivantes, il tourne dans de nombreuses comédies romantiques Télougou ainsi que dans des films Tamoul et Hindi.
En 2011, il est retourné au cinéma tamoul après une année sabbatique et a produit la comédie romantique à succès commercial, Kadhalil Sodhappuvadhu Yeppadi (2012). L'acteur a ensuite connu une année prolifique en 2014, remportant le Norway Tamil Film Awards ّdu meilleur acteur pour ses deux projets: Jigarthanda et Kaaviya Thalaivan. En 2023, il produit Chithha remportant le Prix Filmfare du meilleur film – tamoul ainsi du meilleur acteur critique.

## Biographie
Siddharth est né dans une famille de langue tamoule à Madras (aujourd'hui Chennai), en Inde. Il a commencé ses études au DAV Boys 'Senior Secondary School, Madras, puis a étudié à Sardar Patel Vidyalaya, Delhi. Il a ensuite obtenu un baccalauréat en commerce (avec distinction) du Kirori Mal College, à New Delhi. Siddharth a beaucoup participé à des activités parascolaires au cours de ses études collégiales, en tant que président de la société de débats du collège et en assistant aux Championnats du monde de débats. Il a ensuite complété son MBA à l'Institut de gestion et de recherche S.P.Jain, Mumbai, tout en remportant finalement un concours de compétences orales qui lui a valu le prix de directeur de l'année CNBC en 1999.

## Filmographie
| Année | Film                           | Rôle                                 | Langue    | Notes |
| ----- | ------------------------------ | ------------------------------------ | --------- | --- |
| 2002  | Kannathil Muthamittal          | Passager de bus                      | Tamoul    | Rôle non crédité |
| 2003  | Boys                           | Munna                                | Tamoul    | Prix ITFA du meilleur nouvel acteur |
| 2004  | Aaytha Ezhuthu                 | Arjun Balakrishnan                   | Tamoul    | |
| 2005  | Nuvvostanante Nenoddantana     | Santosh Prakash                      | Télougou  | Prix Filmfare du meilleur acteur - Telugu |
| 2006  | Chukkallo Chandrudu            | Arjun / Krishna                      | Télougou  | Également scénariste |
| 2006  | Rang De Basanti                | Karan Singhania / Bhagat Singh       | Hindi     | Screen Award du meilleur début masculin |
| 2006  | Bommarillu                     | Siddharth "Siddhu" Addala            | Télougou  | |
| 2007  | Aata                           | Sri Krishna                          | Télougou  | |
| 2009  | Konchem Ishtam Konchem Kashtam | Siddharth "Siddhu"                   | Télougou  | |
| 2009  | Oye!                           | Uday                                 | Télougou  | |
| 2010  | Striker                        | Suryakant Sarang                     | Hindi     | |
| 2010  | Baava                          | Veera Babu                           | Télougou  | |
| 2011  | Anaganaga O Dheerudu           | Yodha                                | Télougou  | |
| 2011  | 180                            | Ajay "AJ" Kumar alias Mano et José   | Télougou  | |
| 2011  | Nootrenbadhu                   | Ajay "AJ" Kumar alias Mano et José   | Tamoul    | |
| 2011  | Oh My Friend                   | Chandu                               | Télougou  | |
| 2012  | Kadhalil Sodhappuvadhu Yeppadi | Arun                                 | Tamoul    | |
| 2012  | Love Failure                   | Arun                                 | Télougou  | |
| 2012  | Midnight's Children            | Shiva                                | Anglais   | |
| 2013  | Jabardasth                     | Bairraju                             | Télougou  | |
| 2013  | Baadshah                       | Siddhu                               | Télougou  | Caméo apparence |
| 2013  | Chashme Baddoor                | Jai                                  | Hindi     | |
| 2013  | Udhayam NH4                    | Prabhu                               | Tamoul    | |
| 2013  | Theeya Velai Seiyyanum Kumaru  | Kumar                                | Tamoul    | |
| 2014  | Jigarthanda                    | Karthik Subramaniam                  | Tamoul    | Norway Tamil Film Awards ّdu meilleur acteur |
| 2014  | Kaaviya Thalaivan              | Thalaivankottai Kaliappa Bhagavathar | Tamoul    | Tamil Nadu State Film Award du meilleur acteur Norway Tamil Film Awards ّ du meilleur acteur                                                                        |
| 2015  | Enakkul Oruvan                 | Vicky / Viknesh                      | Tamoul    | 25e Film |
| 2016  | Aranmanai 2                    | Murali                               | Tamoul    | |
| 2016  | Jil Jung Juk                   | Jil                                  | Tamoul    | |
| 2017  | Aval                           | Docteur Krishnakanth                 | Tamoul    | Également producteur et co-scénariste |
| 2017  | The House Next Door            | Docteur Krishnakanth                 | Hindi     | Également producteur et co-scénariste |
| 2018  | Kammara Sambhavam              | Othenan Nambiar                      | Malayalam | |
| 2019  | Sivappu Manjal Pachai          | K. Rajasekar                         | Tamoul    | |
| 2019  | Aruvam                         | Jagannathan                          | Tamoul    | |
| 2021  | Maha Samudram                  | Vijay                                | Télougou  | |
| 2023  | Takkar                         | Gunashekharan                        | Tamoul    | |
| 2023  | Chithha                        | Eeswaran                             | Tamoul    | Également producteur Prix Filmfare du meilleur film – tamoul Prix de Filmfare critique du meilleur acteur – tamoul. Ananda Vikatan Cinema Award du meilleur acteur |
| 2024  | Indian 2                       | Chitra Aravindhan                    | Tamoul    | |
| 2024  | Miss You                       | Vasudevan                            | Tamoul    | Aussi chanteur playback |
| 2025  | Test                           | Arjun Venkataraman                   | Tamoul    | |
| 2025  | Indian 3                       | Chitra Aravindhan                    |           | Post-production |

### Television
| Année | Film                     | Rôle               | Langue | Notes                |
| ----- | ------------------------ | ------------------ | ------ | -------------------- |
| 2019  | Leila                    | Bhanu              | Hindi  |                      |
| 2021  | Navarasa : neuf émotions | Farooq             | Tamoul | Également producteur |
| 2022  | Escaype Live             | Krishna Rangaswamy | Hindi  |                      |
| 2023  | Baakiyalakshmi           | Eeswaran           | Tamoul | Caméo apparence      |

### Artiste doubleur
| Année | Film          | Rôle          | Langue |
| ----- | ------------- | ------------- | ------ |
| 2019  | The Lion King | Simba (voix)  | Tamoul |
| 2024  | Ayalaan       | Tattoo (voix) | Tamoul |

### Producteur
| Année | Film                           | Langue   |
| ----- | ------------------------------ | -------- |
| 2012  | Kadhalil Sodhappuvadhu Yeppadi | Tamoul   |
| 2012  | Love Failure                   | Télougou |
| 2016  | Jil Jung Juk                   | Tamoul   |
| 2017  | Aval                           | Tamoul   |
| 2017  | The House Next Door            | Hindi    |
| 2023  | Chithha                        | Tamoul   |

### Chanteur
| Année | Film                           | Langue   | Chanson(s)                                          | Compositeur(s)                   |
| ----- | ------------------------------ | -------- | --------------------------------------------------- | -------------------------------- |
| 2006  | Chukkallo Chandrudu            | Télougou | "Everybody", "Edhalo Epudo"                         | Chakri                           |
| 2006  | Bommarillu                     | Télougou | "Appudo Ippudo"                                     | Devi Sri Prasad                  |
| 2007  | Aata                           | Télougou | "Ninu Chusthunte"                                   | Devi Sri Prasad                  |
| 2008  | Santosh Subramaniam            | Tamoul   | "Adada Adada"                                       | Devi Sri Prasad                  |
| 2009  | Oy!                            | Télougou | "Oy Oy"                                             | Yuvan Shankar Raja               |
| 2010  | Striker                        | Hindi    | "Bombay Bombay", "Haq Se"                           | Amit Trivedi, Yuvan Shankar Raja |
| 2010  | Baava                          | Télougou | "Baava Baava"                                       | Chakri                           |
| 2011  | Oh My Friend                   | Télougou | "Maa Daddy Pockets", "Sri Chaitanya Junior College" | Rahul Raj                        |
| 2012  | Kadhalil Sodhappuvadhu Yeppadi | Tamoul   | "Parvathi Parvathi", "Ananda Jaladosam"             | S. Thaman                        |
| 2012  | Love Failure                   |          | "Parvathi Parvathi", "Happy Heart Attack"           | S. Thaman                        |
| 2013  | NH4                            | Télougou | "Neevevvaro"                                        | G. V. Prakash Kumar              |
| 2014  | Enakkul Oruvan                 | Tamoul   | "Prabalamagavey"                                    | Santhosh Narayanan               |
| 2014  | Naalo Okkadu                   | Tamoul   | "Pramukha Thaararaa"                                | Santhosh Narayanan               |
| 2015  | Strawberry                     | Tamoul   | "Strawberry"                                        | Taj Noor                         |
| 2016  | Jil Jung Juk                   | Tamoul   | "Shoot The Kili"                                    | Vishal Chandrasekhar             |
| 2017  | Taramani                       | Tamoul   | "Unn Badhil Vendi"                                  | Yuvan Shankar Raja               |
| 2019  | Simba                          | Tamoul   | "Bow Wow Vadai"                                     | Vishal Chandrasekhar             |
| 2019  | Ninu Veedani Needanu Nene      | Télougou | "Excuse Me Rakshasi"                                | S. Thaman                        |
| 2020  | Arivum Anbum                   | Tamoul   | "Arivum Anbum"                                      | Ghibran                          |
| 2023  | Takkar                         | Tamoul   | "Nuvvo Sagam"                                       | Nivas K. Prasanna                |
| 2024  | Lover                          | Tamoul   | "Apple Crumble"                                     | Sean Roldan                      |
| 2024  | Yezhu Kadal Yezhu Malai        | Tamoul   | "Marubadi Nee"                                      | Yuvan Shankar Raja               |